# ماتادپرا
ماتادپرا (به اسپانیایی: Matadepera) یک شهرستان در اسپانیا است که در استان بارسلون واقع شده‌است.

## خصوصیات
ماتادپرا ۲۴٫۸۳ کیلومترمربع مساحت و ۸٬۶۱۶ نفر جمعیت دارد و ۴۲۳ متر بالاتر از سطح دریا واقع شده‌است.